# 161 Athor
161 Athor este un asteroid din centura principală, descoperit pe 19 aprilie 1876, de James Watson.